# Ron Norris
Ronald Alexander „Ron” Norris (ur. 10 września 1932, zm. 7 listopada 1984 w Harlow w hrabstwie Essex) – indyjski pięściarz, syn olimpijczyka Rexa Norrisa.
Uczestnik Igrzysk Olimpijskich w 1952 w Helsinkach. Na igrzyskach wziął udział w turnieju w wadze półśredniej. W pierwszej rundzie miał wolny los. W drugiej wygrał z Kanadyjczykiem Jacobem Butulą. W walce o strefę medalową przegrał z reprezentantem Danii Victorem Jørgensenem.